# Gaspare Spontini
Gaspare Luigi Pacifico Spontini (Maiolati, 14 novembre 1774 – Maiolati, 24 gennaio 1851) è stato un compositore italiano, esponente del Classicismo.

## Biografia

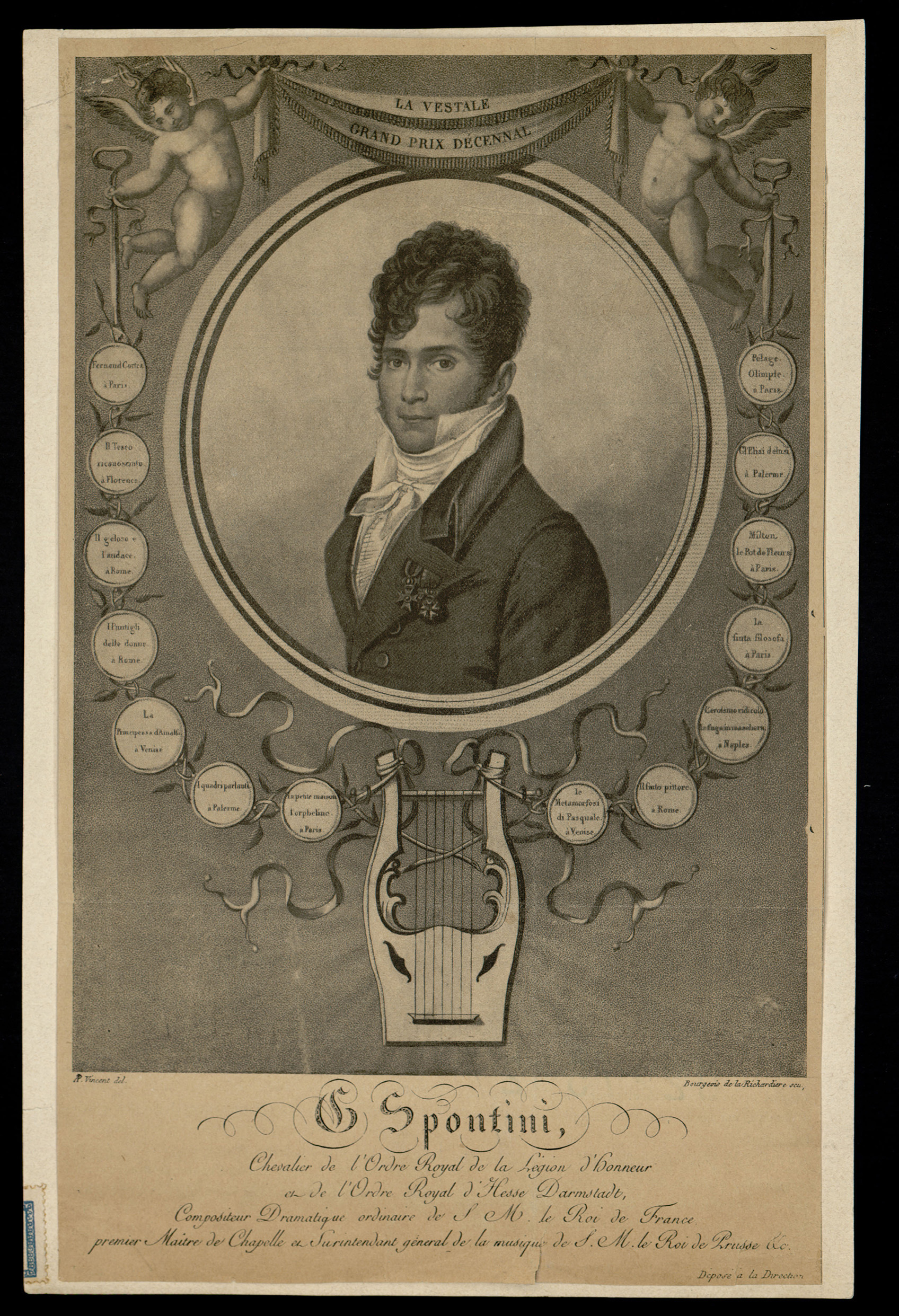
Ritratto di Gaspare Spontini, compositore (1774-1851).
Archivio Storico Ricordi

### Infanzia
Gaspare Spontini nasce a Maiolati, nelle Marche, allora parte dello Stato Pontificio. Di umili origini, venne inviato dai genitori presso lo zio paterno per intraprendere la carriera ecclesiastica, anche se i desideri e le inclinazioni del ragazzo erano rivolti verso la musica. Iniziò i primi studi musicali a Jesi; nel gennaio del 1793 viene accolto nel Conservatorio della Pietà dei Turchini di Napoli dove fu allievo, fra gli altri, di Nicola Sala, e ben presto cominciò a comporre.

### Il periodo francese
Nel 1803 si trasferì in Francia: fu l'inizio di una carriera di grandi successi. Compose opere che diventeranno famose: Milton nel 1804, La Vestale nel 1807, Fernand Cortez nel 1809 e Olympie nel 1819, che lo proietteranno ai più alti onori presso la corte di Napoleone prima e di Luigi XVIII poi. In particolare trionfale fu l'accoglienza de La Vestale, tragédie lyrique neoclassica esemplare, degna di rappresentare un'intera epoca, replicata ben 200 volte. In questo periodo venne iniziato in Massoneria nella Loggia "L'Age d'Or" di Parigi.

### Il periodo prussiano
Chiamato a Berlino alla corte del re di Prussia Federico Guglielmo III, nel 1820 ricevette l'incarico di Primo Maestro di Cappella (l'attuale Staatskapelle Berlin) accanto alla Soprintendenza generale della musica (attuale Staatsoper Unter den Linden), col titolo di Generalmusikdirektor. Caduto in disgrazia, alla morte di Federico Guglielmo III, nel 1840 Spontini fu addirittura accusato e condannato per lesa maestà nei confronti di Federico Guglielmo IV; sarà Dresda a tributargli in Germania nuovi onori. Nello stesso anno Spontini fu insignito dell'onorificenza pontificia di Conte di Sant'Andrea, dopo una parentesi in Inghilterra dove fu accolto con grande onore dalla Regina Vittoria.

### Il ritiro a Maiolati e la morte

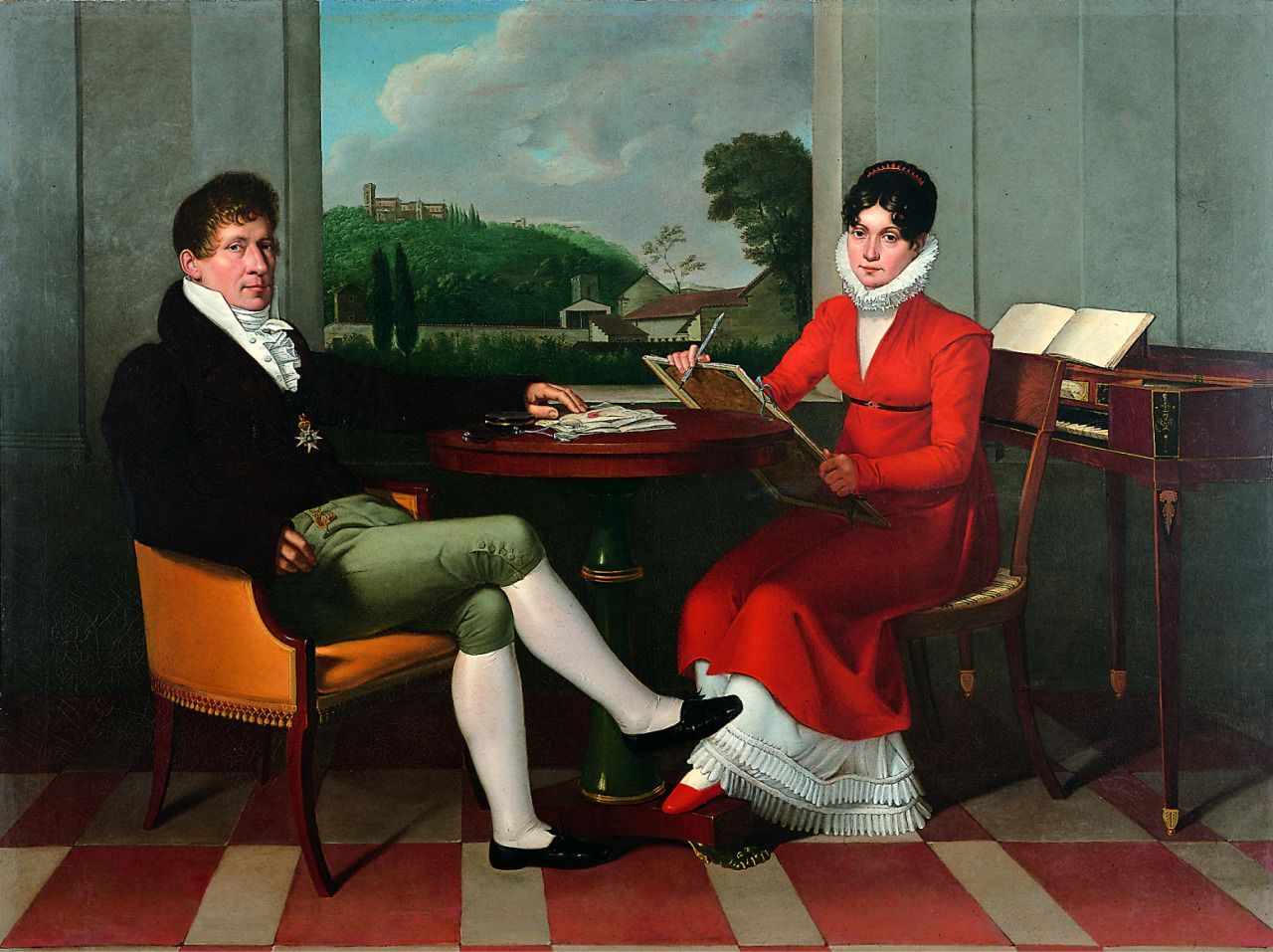
Spontini con la moglie Céleste Erard

Dopo un nuovo passaggio a Parigi e poi a Colonia, si ritirò a Maiolati nel 1850 dove morì l'anno successivo, il 24 gennaio. In suo onore, Maiolati aggiunse al proprio toponimo la dicitura "Spontini".
Poco conosciuto è il profilo dello Spontini filantropo di questo periodo: infatti donò tutti i suoi averi per la realizzazione di notevoli opere di beneficenza tra cui la Casa di riposo per Anziani, la Casa delle Fanciulle, il Monte di Pietà per i poveri di Jesi e Maiolati.
Inoltre, in omaggio alla sua sposa, Céleste Erard, Spontini volle destinare un'ampia area delle sue proprietà alla realizzazione di un giardino (il Parco Colle Celeste) per il pubblico passeggio.

## Considerazioni sull'artista
Spontini è con Luigi Cherubini il più importante esponente del teatro musicale italiano del periodo compreso tra Domenico Cimarosa e Giovanni Paisiello da un lato e Gioachino Rossini, Vincenzo Bellini, e Gaetano Donizetti dall'altro. 
Nelle prime opere, scritte in Italia, si uniformò allo stile operistico napoletano e non mostrò segni di grande originalità. Una volta giunto a Parigi, però, Spontini entrò in contatto con un ambiente musicale più moderno e consapevole, e soprattutto conobbe la riforma gluckiana, da cui fu profondamente influenzato: proprio in questo periodo infatti scrisse le sue opere più importanti (La Vestale, Fernand Cortez e Olympie), che mostrano una possente ispirazione drammatica, di spirito preromantico, unita a grande chiarezza e solidità di struttura tipicamente neoclassiche; grande è poi l'aderenza della musica ai valori drammatici e psicologici del testo, aspetto questo che si riconosce anche nella nobiltà espressiva delle melodie. Inoltre egli, similmente a Cherubini, curò molto la strumentazione delle proprie opere, che quindi risulta molto fine, ma al contempo di grande potenza. In definitiva, Spontini fu il maggiore rappresentante musicale di quel momento di esaltazione eroica che collegava i ricordi dell'antica Roma alle imprese di Napoleone Bonaparte. Il suo stile e le sue innovazioni musicali e drammatiche influenzarono molto gli autori successivi, come Rossini, Weber e Wagner e gli autori dei grand-opéra francesi Meyerbeer e Auber.

## Curiosità
- Di notevole interesse la notizia che è pubblicata a pagina 15 del volume di Elisa Morelli “La Musica Vocale da Camera di Gaspare Spontini - Catalogo tematico” ed. LIM del 2013 dove è stata segnalata la presenza, presso un collezionista privato, del manoscritto autografo di una scena d'opera, tratta da “Andromaca” di Gaspare Spontini: «In corso di stampa mi è stata fornita, da un collezionista privato, copia elettronica di una partitura d'orchestra manoscritta autografa: Andromaca / Scena ed Aria / Cari figli alme innocenti / di / Gaspare Spontini / 1796 (52 pp. oblungo, Paris, Coll. Priveé). Pur dando notizia di tale importante ritrovamento, mi riservo di approfondire lo studio di questo documento».

## Composizioni

### Opere
| Titolo | Genere                            | Atti   | Librettista | Première | Città, teatro                                                                                      |
| --- | --------------------------------- | ------ | --- | --- | -------------------------------------------------------------------------------------------------- |
| Li puntigli delle donne | farsetta per musica               | 2 atti | ignoto | carnevale 1796 | Firenze, Regio Teatro degli Intrepidi                                                              |
| Andromaca |                                   |        | ignoto | 1796 | |
| Adelina Senese o sia l'Amore secreto                                                                                              | dramma giocoso                    | 2 atti | Giovanni Bertati, dal suo libretto La principessa d'Amalfi per Joseph Weigl | 10 ottobre 1797 | Venezia, Teatro San Samuele                                                                        |
| Il finto pittore | farsetta/melodramma buffo?        | ignoto | ignoto | 1797/1798; 1800 | Roma (?); Palermo, Teatro Santa Cecilia                                                            |
| L'eroismo ridicolo | farsa per musica                  | 1 atto | D. Piccinni | carnevale 1798 | Napoli, Teatro Nuovo sopra Toledo                                                                  |
| Il Teseo riconosciuto | dramma per musica                 | 2 atti | Cosimo Giotti | 22 maggio 1798 | Firenze, Regio Teatro degli Intrepidi                                                              |
| La finta filosofa | commedia per musica               | 2 atti | D. Piccinni | 1º luglio 1799 | Napoli, Teatro Nuovo sopra Toledo                                                                  |
| La fuga in maschera | commedia per musica               | 2 atti | Giuseppe Palomba | carnevale 1800 | Napoli, Teatro Nuovo sopra Toledo                                                                  |
| I quadri parlanti | melodramma buffo                  | ignoto | ignoto | 1800 | Palermo, Teatro Santa Cecilia                                                                      |
| Gli Elisi delusi | melodramma buffo                  | 2 atti | M. Monti | 28 agosto 1800 | Palermo, Teatro Santa Cecilia                                                                      |
| Gli amanti in cimento, o sia Il geloso audace                                                                                     | dramma giocoso                    | 2 atti | Giovanni Bertati | 3 novembre 1801 | Roma, Teatro Valle                                                                                 |
| Le metamorfosi di Pasquale, o sia Tutto è illusione nel mondo                                                                     | farsa giocosa per musica          | 1 atto | Giuseppe Foppa | carnevale 1802 | Venezia, Teatro Giustiniani in San Moisè                                                           |
| La petite maison | opéra comique                     | 3 atti | Joseph Marie Armand Michel Dieulafoy e N. Gersin | 12 maggio 1804 | Parigi, Opéra-Comique, Salle Feydeau                                                               |
| Milton | fait historique                   | 1 atto | Victor-Joseph Étienne de Jouy e Joseph Marie Armand Michel Dieulafoy | 27 novembre 1804 | Parigi, Opéra Comique, Salle Favart                                                                |
| Julie, ou Le pot de fleurs | comédie en prose, mêlée de chants | 1 atto | Antoine Gabriel Jars | 12 marzo 1805 | Parigi, Opéra Comique, Salle Favart                                                                |
| La Vestale | tragédie lyrique                  | 3 atti | Victor-Joseph Étienne de Jouy, da Monumenti antichi inediti (1767) di Johann Joachim Winckelmann | 15 dicembre 1807 | Parigi, Opéra                                                                                      |
| Fernand Cortez, ou La conquête de Mexique; terza e quarta versione, in tedesco, come Fernand Cortez oder Die Eroberung von Mexiko | tragédie lyrique                  | 3 atti | Victor-Joseph Etienne de Jouy e Joseph-Alphonse d'Esménard, da Alexis Piron; seconda versione: revisionata da Victor-Joseph Etienne de Jouy; terza versione: revisionata da Emmanuel Théaulon, tradotta da J. C. May; quarta versione: revisionata da Karl August von Lichtenstein | 28 novembre 1809; seconda versione: 28 maggio 1817; terza versione: 6 aprile 1824; quarta versione: 26 febbraio 1832                                      | Parigi, Opéra (prima e seconda versione); Berlino, Königliches Opernhaus (terza e quarta versione) |
| Pélage, ou Le roi et la paix | opéra                             | 2 atti | Victor-Joseph Etienne de Jouy | 23 agosto 1814 | Parigi, Opéra                                                                                      |
| Les dieux rivaux, ou Les fêtes de Cythère (con Rodolphe Kreutzer, Louis-Luc Loiseau de Persuis e Henri Montan Berton)             | opéra-ballet                      | 1 atto | Joseph Marie Armand Michel Dieulafoy e Charles Brifaut | 21 giugno 1816 | Parigi, Opéra                                                                                      |
| Olympie; seconda versione, in tedesco, come Olimpia; terza versione, di nuovo in francese, come Olimpie                           | tragédie lyrique                  | 3 atti | Joseph Marie Armand Michel Dieulafoy e Charles Brifaut, da Voltaire; seconda versione tradotta e revisionata da E. T. A. Hoffmann | 22 dicembre 1819; seconda versione: 14 maggio 1821; terza versione: 28 febbraio 1826                                                                      | Parigi, Opéra (prima e terza versione); Berlino, Königliches Opernhaus (seconda versione)          |
| Nurmahal, oder das Rosenfest von Caschmir                                                                                         | lyrisches Drama mit Ballet        | 2 atti | Carl Alexander Herklots, da Lalla Rookh di Thomas Moore | 27 maggio 1822 | Berlino, Königliches Opernhaus                                                                     |
| Alcidor | Zauberoper mit Ballet             | 3 atti | Marie-Emmanuel-Guillaume Théaulon de Lambert e C. Nutty, da Rochon de Chabannes; traduzione tedesca di Carl Alexander Herklots | 23 maggio 1825 (per celebrare il matrimonio di Federico d'Orange-Nassau e Luisa di Prussia il 21 maggio 1825)                                             | Berlino, Königliches Opernhaus                                                                     |
| Agnes von Hohenstaufen | lyrisches Drama                   | 3 atti | Ernst Raupach (prima e seconda versione); revisionata da Karl August von Lichtenstein e dal compositore (terza versione) | 28 maggio 1827 (prima versione, comprendente solo il primo atto); 12 giugno 1829 (seconda versione in 3 atti); 6 dicembre 1837 (terza versione in 3 atti) | Berlino, Königliches Opernhaus (tutte le versioni)                                                 |

### Altra musica per il teatro
- L'eccelsa gara, cantata, testo di Luigi Balocchi, Parigi, L'Impératrice (Salle Louvois), 8 febbraio 1806
- Tout le monde a tort, vaudeville, Malmaison, 17 marzo 1806
- Lalla Rûkh, Festspiel, testo di S.H. Spicker, da Thomas Moore, Berlino, Castello, 27 gennaio 1821
- Qui vive, qui spiro la bella che adoro, aria con clarinetto obbligato
- Sentimi, o padre amato, scena e aria
- Se non piange un infelice, aria (per L'isola disabitata di Pietro Metastasio)
- Immagini funeste, duetto (per L'isola disabitata di Pietro Metastasio)
- Parlami Eurilla mia, duetto (come Parla Lisetta mia, in Le metamorfosi di Pasquale)
- Grand Bacchanale per orchestra (per la rappresentazione in Parigi di Les Danaides di Antonio Salieri)

### Arie e duetti
- Consiglio a Nice, arietta, testo di Giovanni Battista Bordese (Parigi, circa 1804)
- Sensations douces, mélancoliques et douleureuses (Parigi, circa 1804):
  - I Toi dont l'amour
  - II Les graces, la beauté
  - III Vous n'êtes rien
  - IV Viens o divine mélodie
  - V Jours fortunés
  - VI Depuis l'instant affreux
- 3 romanze (Parigi, circa 1804):
  - I Chant du troubadour
  - II Etre aimé
  - III Les regrets
- 3 romances (Parigi, circa 1805):
  - I Le songe du prisonnier
  - II Le premier jour
  - III Romance
- 3 duos italiens (Parigi, circa 1806): 
  - I Due bell'alme innamorate
  - II Ninfe, se liete viver bramate
  - III Oh dio, non sdegnarti
- Les adieux d'un jeune croisé (Parigi, circa 1806)
- Les riens d'amour (Parigi, circa 1806)
- Flambeau d'amour (Parigi, circa 1811)
- 3 nocturnes, testi di Pietro Metastasio, per due voci (Parigi, circa 1811; ristampati come 3 Nocturni, Berlino, 1836):
  - I Fra tutte le pene
  - II Parto, sì parto
  - III Basta, così intendo
- La nouvelle Valentine: stances élégiaques sur la mort de … Monseigneur le duc de Berry (Parigi, 1820)
- Tout deuil: romance sur la mort du duc de Berry (Parigi, 1820)
- Stances sur la mort de S.A.R. Mons. le duc de Berry, testo di Desaugiers (Parigi, 1820)
- Les pleurs de Béarnais: romance sur la mort du Duc de Berry, testo di Delagarde (Parigi, 1820)
- Mignon's Lied, testo di Goethe (Berlino, forse 1830)
- 4 romances (Berlino, circa 1831):
  - I La petite sorcière, chansonette, testo di Ambroise Bétourné
  - II L'heureux gondolier, barcarola
  - III Il reviendra
  - IV Salut, vertes campagnes, notturno
- Zephir und die Träume (Berlino)
- 6 oeuvres nouvelles (Parigi, forse 1839):
  - I Il faut mourir
  - II Le départ
  - III Le rêve d'Orient, testo di Léon Escudier
  - IV Mignon, testo di E. Deschamps, da Goethe
  - V Les regrets
  - VI Arietta
- L'adieu (Parigi, 1840)
- Che non mi disse un dì, testo di Pietro Metastasio, arietta; Es blühte ein Blümchen, testo di J.F.L. Duncker, romanza (in Album neuer Original-Compositionen für Gesang und Piano Berlino, circa 1840)
- Spontini's Lebewohl an seine Freunde in Berlin, testo di Spontini (Berlino, 1842)
- A quinze ans, testo di Gayrard (Berlino, circa 1840–1850)
- L'orphelin du malheur (Berlino, circa 1840–50)
- Ben mio ricordati, testo di Metastasio (in Les cantilènes: album de chant)
- La charité (Parigi, circa 1855)
- L'inconstance
- Le retour
- Canzonetta tarantina, per soprano e basso continuo (Parigi, circa 1795)
- La pêche de l'ambre: chant de Prusse orientale, duetto (Parigi, 1832)
- Ma dernière plainte au bord de mon tombeau (Parigi, 1838)

### Musica corale
- Leta voce et fide vera, motetto pieno, per due soprani, tenore, quattro voci e orchestra, circa 1794–1795
- Preussischer Volksgesang (Borussia), testo di J.F.L. Duncker, per coro e orchestra, (Berlino, 1818; arrangiamento per orchestra come Grosser Sieges- und Festmarsch)
- Gebet, Duetto und Hymnus, cantata per voci soliste, sei voci e orchestra (composta in occasione della visita dello zar a Berlino, 1826)
- Gott segne den König, cantata, testo di Herklotz, Halle, 12 settembre 1829
- An den Frieden, per tenore, voci e orchestra, 1831
- Les cimbres, chant de guerre, per due tenori, baritono e pianoforte
- Begrüsst den Tag, inno festivo, 1840
- Domine salvum fac regem nostrum, per voci soliste, coro, organo, violoncelli e contrabbassi (composto per l'incoronazione di Federico Guglielmo IV, 1840)
- Jesu Christe Domine, offertorio, per voci maschili, doppio coro e organo (Parigi, 1854)
- Domine Jesu, per coro e organo

### Musica strumentale
- Notturno, per orchestra, Napoli, 1795
- Ballo marziale, per banda militare:
  - I Evoluzioni militari
  - II Preludio ai combattimenti ed alla vittoria sul campo di Marte
- Geschwindmarsch, per banda militare (in Sammlung von Märschen für türkische Musik zum bestimmten Gebrauch der königlichen preussischen Armée)
- 4 Fackeltänze, per orchestra, per i matrimoni dei reali di Prussia (1822, 1823, 1825, 1829; anche in arrangiamento per pianoforte)
- Les charmes d'un fête, divertissement per pianoforte

## Discografia
- Gaspare Spontini, "L'opera vocale da camera completa", Tactus TC 771960 (5CD)